# 云泰叶下珠
云泰叶下珠（学名：Phyllanthus sootepensis）为大戟科叶下珠属下的一个种。

## 扩展阅读
- 維基物種上的相關：云泰叶下珠